# Smash or pass?
Smash or pass? (en español «¿Darle o pasar?») es un juego en el que los jugadores evalúan la deseabilidad sexual de un individuo y declaran si hipotéticamente querrían «darle» (el smash, tener sexo con él) o «pasar» (el pass, elegir no hacerlo). El tema de discusión puede ser una celebridad, un personaje ficticio o un individuo conocido personalmente por los jugadores.
El juego ha visto picos de popularidad en Internet, incluso en Facebook, YouTube y TikTok. Sin embargo, también se ha utilizado como una forma de acoso sexual, incluso mediante la carga de fotografías de personas sin su consentimiento.
El nombre proviene de un significado de argot en inglés de smash que significa «tener sexo casual», que está atestiguado desde principios de la década de 2000. La terminología del juego también se usa metafóricamente para evaluar cosas fuera de la esfera sexual, como la comida o las actuaciones en festivales.

## Historia
Smash or pass? se originó como un juego de socialización, pero se ha vuelto popular en Internet; se ha descrito como una fad de Internet. Vice News informó que el juego «tiene orígenes misteriosos» y especuló que puede haberse originado a partir de otros juegos atrevidos jugados por adolescentes, como girar la botella, verdad o reto, y fuck, marry, kill. Según Dictionary.com, el juego apareció en los foros de Internet a mediados de 2010, el mismo año en que la frase smash or pass se definió por primera vez en Urban Dictionary.
En una versión del juego, reportada en 2011, los adolescentes subían fotografías de ellos mismos a Facebook para que otros pudieran evaluar su apariencia. En algunos casos, se cargaron fotografías para el juego sin el conocimiento o consentimiento de los sujetos. Los especialistas en seguridad digital Theresa Payton y Tshaka Armstrong dijeron que el juego era riesgoso e instaron a los padres a monitorear la actividad en línea de sus hijos. Payton llamó al juego «sexplotación» y dijo que depredadores sexuales podrían ver las fotografías. Missy Wall de Teen Contact expresó su preocupación sobre cómo el juego podría afectar la salud mental de los adolescentes: «Cuando a un adolescente se le da el ‘pass’, eso podría ser muy perjudicial para su salud emocional. El adolescente puede tratar de hacerse notar y puede volverse más arriesgado. Es una forma de ciberacoso».
En 2014, Task & Purpose informó que se estaban subiendo a Facebook fotografías de mujeres en el ejército de los Estados Unidos sin su consentimiento, como parte de un patrón de acoso sexual. Las fotografías a veces atraían bromas sobre violar a las mujeres representadas.
Según los datos de Google Trends, el interés en el juego fue bajo hasta alrededor de 2016, cuando las búsquedas se dispararon, lo que coincidió con un aumento en la popularidad del juego en YouTube. PewDiePie hizo un video sobre Smash or pass en 2017 que obtuvo 13 millones de visitas.
En dos casos, el juego se vinculó a incidentes específicos de acoso sexual en línea en escuelas secundarias estadounidenses. Un estudio cualitativo de 2017 realizado por los científicos de la información Denise E. Agosto y June Abbas informó sobre una cuenta de Twitter dedicada al Smash or pass en la que los estudiantes de una escuela evaluaban la apariencia de otros estudiantes. La cuenta de Twitter fue muy vista entre el alumnado e incluyó comentarios «cada vez más crueles». Cuando los administradores de la escuela descubrieron la cuenta, la cerraron, expulsaron al estudiante responsable y prohibieron a los estudiantes hablar sobre el incidente. En 2019, dos estudiantes de secundaria de sexo masculino en DeWitt, Nueva York, cambiaron de escuela después de publicar un video en el que calificaron la deseabilidad sexual de las niñas en el área local; uno de sus padres dijo que a los dos niños se les pidió que abandonaran la escuela o serían expulsados.
A partir de enero de 2022, el juego se convirtió en parte de una tendencia en TikTok en la que los usuarios deciden si «smash or pass» personajes ficticios de los generadores de caracteres de TikTok. Los personajes populares han incluido personajes de Marvel, personajes de Disney y padres de dibujos animados.

## Recepción
Dictionary.com llamó al juego «el juego de pijamas de la era de Internet». Steph Panecasio de CNET dijo sobre la tendencia de TikTok: «No hay comportamiento indeseable, todo esto es en nombre de la buena diversión».
La estudiosa de seguridad estadounidense Joan Johnson-Freese citó el juego, junto con Hot or Not, como ejemplos de la cosificación sexual de las mujeres que prevalece en la sociedad occidental. Los investigadores de comunicación estadounidenses Nathian Shae Rodríguez y Terri Hernández también citaron la frase «smash or pass» como un ejemplo de objetivación de las mujeres en relación con la masculinidad hegemónica.
Arielle Richards de Vice News dijo que «la verdadera belleza de smash or pass está en su simplicidad», pero reconoció que «puede ser, y ha sido, mal utilizado de manera dañina». Richards comparó el juego con FaceMash, el predecesor de Facebook, en el que los usuarios calificaban la apariencia de las estudiantes de Harvard.